# 冯健男 (1922年)
冯健男（1922年4月13日—1998年8月21日），男，湖北黄梅人，中国文学评论家。河北师范大学教授。

## 生平
1922年4月13日（农历3月17日）生于湖北省黄梅县城关镇，是作家废名（本名冯文炳）的侄子。幼年和少年时期在武汉读书。1943年毕业于黄冈高中。1946年考入北京大学西方语言文学系。1949年3月参加中国人民解放军随军南下，成为北京大学的肄业生。1950年6月加入中国共产党。历任中南军政大学广西分校宣教干事，中南军区第四野战军《战士报》编辑等职。1953年调北京中国人民解放军总政治部文化部，在《解放军文艺》社担任编辑和评论工作。1956年转业到河北，曾在张家口地区文联《长城报》社、地委宣传部、河北省文联工作。1962年加入中国作家协会。1974年到河北师范大学中文系任教。1979年至1984年担任系主任。此后专任教授，是中文系文艺学专业硕士研究生导师。1985年收到母校北京大学发来毕业证。1998年8月21日逝世。

## 社会兼职
中国当代文学学会副会长，中国小说学会副会长，河北省文学学会会长，河北省文学艺术界联合会顾问，河北省作家协会顾问。

## 出版物
1947年开始发表作品。专著《作家的艺术》《创作要怎样才会好》，儿童文学集《东山少年》，编著《荷花淀派作品选》《冯文炳选集》，主编《晋察冀文艺史》《中国马克思主义文艺思想史略》等。专著《作家论集》获河北省首届文艺振兴奖。